# La venganza del cóndor
La venganza del cóndor es un cuento del escritor peruano Ventura García Calderón, que forma parte de la colección de cuentos del mismo nombre, publicaba en Madrid, en 1924.

## El autor
Ventura García Calderón (1886-1959) fue hijo de Francisco García Calderón, el que fue presidente del Perú bajo la ocupación chilena. Nació en París, regresando al Perú a muy temprana edad, donde cursó sus estudios. Siguió la carrera diplomática. Viajó a Europa y residió la mayor parte de su vida en París; buena parte de su obra está escrita en francés. Fue, por tanto, un escritor bilingüe, que se desenvolvió bajo el influjo modernista y perteneció a la Generación del 900 o arielista. Cultivó diversos géneros literarios, destacando en cuento y poesía. Fue también crítico y antologista de la literatura de su país y de América Latina.

## Publicación
Ventura García Calderón, que era diplomático de carrera, con residencia en Francia, regresó al Perú en 1911. Esta estancia en su patria fue muy corta, que aprovechó para viajar a la sierra, en busca de minas de plata. Fue una experiencia rica en episodios, que le sirvió posteriormente como insumo para sus cuentos ambientados en las tres regiones naturales del Perú, especialmente en la sierra. En 1912 regresó a Europa, retomando su carrera diplomática.
En 1924 publicó en Madrid, bajo el sello editorial de Mundo Latino, su libro La venganza del cóndor, una colección de 24 cuentos, el primero de los cuales da el título a la obra y es el más conocido de todos. Otros cuentos de dicha colección que todavía aparecen en las antologías escolares son: Yacu-Mama, Coca y Fue en el Perú. Fue en su tiempo el libro peruano más traducido.

## Tema
El tema principal es la venganza que ejerce un indígena peruano sobre su abusivo patrón criollo, que es descendiente de los invasores españoles.

## Argumento
Un joven limeño en viaje a la sierra, llega a una posada donde es testigo de la brutalidad de un capitán del ejército contra su sirviente indígena. Éste huye de su abusador y luego, de manera sigilosa, regresa a la posada para ofrecerse como guía del joven. Ambos emprenden la marcha y llegan hasta las escarpadas cimas de los Andes. De pronto, el joven observa a lo lejos un bulto que rueda desde un precipicio, dejando una huella de sangre. En torno sobrevuelan los cóndores. Su guía indígena, que misteriosamente se había ausentado unos minutos antes, aparece de improviso y le dice que se trata del cuerpo del capitán, atribuyendo el hecho a la venganza del cóndor. El cuerpo del capitán acaba devorado por los cóndores.

## Personajes
- El narrador, que se describe como un joven limeño, recién graduado de bachiller, que por primera vez viaja a la sierra.
- El capitán González, un patrón que se muestra muy abusivo con su sirviente indígena.
- El sirviente indígena, que se muestra aparentemente servicial y soporta estoicamente los castigos de su patrón, pero que por dentro planea su venganza, que se producirá de la manera más inusitada.

Se menciona también al posadero y a las mujeres indígenas de los poblados de la sierra.

## Escenarios
El primer escenario que aparece es una posada situada en un puerto del Perú. Luego se describe la ruta hacia la sierra, en camino a Huaraz (sierra del norte peruano), a través de pueblos indígenas, para llegar finalmente a escarpadas montañas de los Andes, donde se puede ver a pocos metros los cóndores en vuelo.

## Resumen
El narrador-protagonista empieza su relato contando un abuso del que es testigo en una posada u hospedaje de un puerto del Perú: el capitán Gonzáles, uno de los huéspedes, despierta a puntapiés a su sirviente indígena, y como éste tarda en levantarse, le da un latigazo en la frente hasta hacerlo sangrar. González se ufana de su acción, mostrando su látigo de junco entretejido y con puño de oro, y dice que así se debe tratar a los “bárbaros” (incivilizados), que se muestran perezosos a cumplir las órdenes. Luego, ordena de mala manera al sirviente que le ensille su caballo, pues tenía que continuar su viaje.
El narrador y González se acababan de conocer y planeaban viajar juntos a Huaraz, atravesando las serranías abruptas. El narrador es un joven limeño, que acababa de recibirse de bachiller y que viajaba por primera vez a la sierra. Mientras ambos conversan, el sirviente ingresa al establo para sacar un pellón (cubierta de la silla de montar), pero pasa el tiempo y no aparece más. El capitán manda buscar al indio por todo el puerto, sin éxito. Decide entonces continuar su viaje, no sin antes prometer un castigo terrible para el fugitivo.
El narrador, advertido ya de la brutalidad de González, decide viajar solo, adelantándose a la partida de González. Ensilla su mula y en eso se le acerca el indígena fugitivo, que se ofrece como su guía. El narrador acepta complacido, pues no había podido conseguir un guía, tan así que ni siquiera pregunta al indígena el costo de su servicio. El indígena resulta ser un guía excelente, algo muy importante tratándose de las escarpadas y peligrosas rutas de la sierra peruana. El indígena le lleva también por los poblados donde conoce a personas amigas que le dan alimento y bebida para poder soportar la larga ruta. Y en los ratos de descanso, el indio cuenta historias terribles de viajeros que perecieron en esos inhóspitos parajes y cuyos huesos se veían blanquear en cada trecho.
Después de recorrer un largo camino, ambos llegan a un estrecho desfiladero. Desde allí se divisaba claramente las cumbres de las montañas y se veía a los cóndores en vuelo rampante. El indígena humildemente pide al narrador que le espere un rato; acto seguido, desaparece en un santiamén. El narrador queda helado al verse solo en medio de ese paisaje aterrador.
Transcurren los minutos y de pronto el narrador escucha un poderoso ruido, de algo que rodaba. De pronto, ve el paso de un majestuoso vuelo oblicuo de cóndores, a pocos metros de donde se halla. Tornando la mirada hacia abajo, observa rodar una masa oscura que arrojaba sangre por todos lados, hasta que llega al río, que se tiñe de rojo. Los cóndores vuelan en círculos y bajan uno tras otro para devorar a la presa. El narrador cree que se trata de un caballo o su jinete que se habían despeñado.
Al poco rato, aparece el indio sorpresivamente, diciendo que el bulto se trataba del cuerpo del capitán Gonzáles, que había rodado desde el precipicio. Como el narrador se queda aturdido ante tal revelación, el indio le explica que a veces los atrevidos cóndores rozan con el ala el hombro de los viajeros, haciendo que estos rueden desde lo alto.
El narrador finaliza reflexionando si posiblemente existía un pacto tenebroso entre los cóndores y los indios maltratados para vengarse de la raza intrusa y abusiva de los patrones.

## Análisis
Este cuento, al igual que otros del autor, posee una buena técnica narrativa. Trata un tema sombrío y violento, que desborda en lo misterioso. Destaca también por su precisión descriptiva. Desarrolla la imagen de un fiero capitán y, sobre todo, de su sirviente indígena. Pero el principal personaje es el narrador, que se describe como un joven bachiller natural de Lima; todo lo demás gira en torno a él. Tanto la crueldad del capitán como la venganza del indio dan pie a sus observaciones y a sus frases de admiración ante los escenarios y los hechos extraños que parece no lograr comprender cabalmente.
El relato del personaje-narrador empieza así:

Nunca he sabido despertar a un indio a puntapiés. Quiso enseñarme este arte triste en un puerto de Perú, el capitán González, que tenía tan lindo látigo con puño de oro y un jeme de plomo por contera.

En este párrafo, como en otros, vemos que no es la intención del narrador criticar el abuso de los patrones; define la brutalidad del capitán González como un «arte triste» y califica al látigo de «lindo». Ventura no pretende denunciar ni enmendar la realidad, sino solo recrearla. Sus textos son solo de ficción.
Se ha criticado al autor su desconocimiento de la realidad del interior del Perú y el retrato pintoresco que hace de los indígenas. Varios críticos concuerdan que Ventura no trasmite una imagen cabal del indígena y que en sus relatos está presente el prejuicio de la superioridad del hombre blanco sobre la raza nativa. El error de esta crítica sociologizante radica en que, tratándose de ficciones literarias, no se puede exigir que las descripciones o los personajes se «ajusten a la realidad», más aún, cuando el autor enfoca los temas desde un aspecto estético antes que sociológico, como es de esperar en un escritor modernista como era Ventura.
Otra crítica que se hizo a Ventura era que escribía desde una óptica europeizante y que por eso su narración no reflejada la realidad peruana. El crítico Augusto Tamayo Vargas rechazó esa crítica y defendió la peruanidad de Ventura, pues los acontecimientos y ambientes expuestos en su obra eran peruanos, aunque algunos personajes no tuvieran un definido carácter nacional. Asimismo, para Ricardo González Vigil, Ventura es un escritor peruanista y americanista. Críticos españoles y franceses reconocieron también la peruanidad de la obra de Ventura, y señalaron que, gracias a ella, el Perú se mostró al mundo en su diversidad geográfica y poblacional, que muchos europeos ignoraban.

## Mensaje
El mensaje de este cuento es que la justiciera venganza recae siempre sobre el abusador despiadado, sin importar que esa venganza sea proporcional al maltrato recibido. Lo que importa es que la persona satisfaga su sed de venganza de la manera más sanguinaria posible.